# C11orf1
C11orf1‏ (Chromosome 11 open reading frame 1) هوَ بروتين يُشَفر بواسطة جين C11orf1 في الإنسان.